# Panticapeu

Panticapeu e outras colónias da costa norte do mar Negro

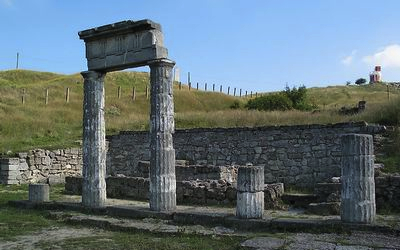
Ruínas de Panticapeu

Panticapeu (em grego clássico: Παντικάπαιον; romaniz.: Pantikápaion) é uma antiga cidade na Crimeia. Foi colónia da Grécia Antiga e um importante porto da Táurica (Quersoneso Táurico), situada no lado ocidental do Bósforo Cimério (o antigo nome do estreito de Querche, entre o Mar Negro e o Mar de Azov). 
Foi fundada por colonos milésios, na entrada do Lago Meótis (o Mar de Azov), no segundo quartel do século VI a.C. na encosta de uma escarpada montanha que hoje tem o nome de monte Mitrídates. A fundação da cidade ocorreu durante o período histórico onde o movimento colonial grego dirigia a sua atenção para as férteis costas do mar Negro. Panticapeu, a oeste, e Fanagória (fundada pelos habitantes de Teos), a leste, controlavam o estreito de Querche, e portanto a passagem dos mercadores estrangeiros, que se viam obrigados a pagar direitos de portagem. A península táurica tinha exercido sempre profunda atracção sobre os gregos, já que tinha una agricultura muito florescente (em especial o cultivo de cereais), uma criação de gado muito desenvolvida e pesca em abundância, que era a base de uma florescente indústria de salga.
O século IV a.C. foi para Panticapeu o período de maior prosperidade económica e artística.
No decurso do século III a.C., a economia da cidade entrou em rápida decadência por causa da conquista das estepes por parte dos sármatas e pela concorrência dos cereais do egípcios nos mercados.
A cidade foi governada por tiranos, de nomes "Leuco", "Sátiro" e "Parisades", que, em sua maioria, foram bons governantes. O último rei, de nome Parisades, não resistiu aos ataques dos bárbaros, e se rendeu a Mitrídates Eupátor. Depois de Mitrídates, a cidade passou ao domínio romano.
No ano 63, foi destruída parcialmente por um violentíssimo sismo, do qual recuperou com dificuldade. A invasão dos godos, e mais tarde dos hunos (em 248), infringiram-lhe golpes ainda mais duros. Finalmente, Justino I (518-527), incorporou-a no Império Bizantino.
Hoje é local de escavações arqueológicas.